# Александър Василевски (партизанин)
Вижте пояснителната страница за други личности с името Александър Василевски.
Александър Вангелов Василевски е югославски партизанин и деец на НОВМ.

## Биография
Роден е през 1912 година в град Битоля. Завършва основно училище, а след това става шивач. Става член на ЮКП. Влиза в НОВМ в края на 1943 година и се бие в различни отряди. Убит е на 11 октомври 1944 година от сили на Бали Комбетар.